# Coprotus
Coprotus Korf & Kimbr. – rodzaj grzybów z typu workowców (Ascomycota).

## Charakterystyka
Grzyby koprofilne żyjące w odchodach różnych zwierząt dzikich i domowych, głównie roślinożerców. Tworzą nagie półprzezroczyste lub białawe do żółtych, spłaszczone, soczewkowate lub dyskoidalne owocniki typu apotecjum. Anamorfy nie są znane. Worki z wieczkiem, nieamyloidalne, zawierające od 8 do 256 zarodników. Askospory szkliste, gładkie z gutulami, zawierające gazowe inkluzje określane jako pęcherzyki de Bary’ego, gdy są umieszczone w warunkach bezwodnych. W workach nitkowate wstawki, przeważnie wygięte, haczykowate lub z napęczniałymi wierzchołkami, szkliste lub zawierające pigment. Ekscypulum składa się głównie z komórek o kształcie od kulistego do kanciastego. Analizy filogenetyczne przeprowadzone na podstawie LSU i analiza łączona LSU i ITS, mocno zagnieździły rodzaj Coprotus w Pezizales.

## Systematyka i nazewnictwo
Pozycja w klasyfikacji według Index Fungorum: Incertae sedis, Pezizales, Pezizomycetidae, Pezizomycetes, Pezizomycotina, Ascomycota, Fungi.
Takson utworzyli w 1967 r. Richard Paul Korf i James William Kimbrough. Synonim: Leporina Velen:
Gatunki występujące w Polsce
- Coprotus aurora (P. Crouan & H. Crouan) K.S. Thind & Waraitch 1971
- Coprotus glaucellus (Rehm) Kimbr. 1967
- Coprotus granuliformis (P. Crouan & H. Crouan) Kimbr. 1967
- Coprotus lacteus (Cooke & W. Phillips) Kimbr., Luck-Allen & Cain 1972
- Coprotus leucopocillum Kimbr., Luck-Allen & Cain 1972[4]
- Coprotus luteus Kimbr. 1972[5]
- Coprotus ochraceus (P. Crouan & H. Crouan) J. Moravec 1971
- Coprotus sexdecimsporus (P. Crouan & H. Crouan) Kimbr. & Korf 1967

Nazwy naukowe na podstawie Index Fungorum. Wykaz gatunków według M.A. Chmiel (bez przypisów) i innych (oznaczone przypisami).